# Mulaj Hassan
Korunní princ Mulaj Hassan (* 8. května 2003 Rabat) je současný marocký korunní princ a následník trůnu z rodu Alawitů. Následníkem trůnu je od svého narození v roce 2003.
Mulaj Hassan je jediným synem a nejstarším dítětem krále Muhammada VI. a jeho ženy princezny Lalla Salmy. Je pojmenován podle svého děda krále Hassana II. a pokud nastoupí na trůn, tak pravděpodobně jako Hassan III. Mulaj Hassan má mladší sestru Lallu Chadidžu (*2007).

## Veřejné aktivity
V roce 2015 se Hassan začal se svým otcem účastnit veřejných oficiálních vystoupení.
Mulaj Hassan byl nejmladším účastníkem summitu One Planet ve Francii v roce 2017, kde získal mezinárodní uznání.
Dne 28. června 2019 Mulaj zastupoval krále Mohammeda VI. na slavnostním zahájení provozu nového přístavu Tanger Med II, čímž se Tanger-Med stal hlavním přístavem a klíčovým přínosem pro oblast Středozemního moře.
Dne 30. září 2019 se Mulaj v Paříži zúčastnil pohřbu zesnulého francouzského prezidenta Jacquese Chiraca, který se konal v kostele Saint-Sulpice. Téhož dne se v Elysejském paláci zúčastnil oběda pořádaného prezidentem Emmanuelem Macronem na počest hlav států přítomných na pohřbu zesnulého prezidenta Chiraca.
Mulaj dne 17. listopadu 2022 slavnostně otevřel Mezinárodní výstavu a muzeum životopisu Proroka a islámské civilizace v Islámské světové organizaci pro vzdělávání, vědu a kulturu (ICESCO) v Rabatu.

## Vyznamenání
- Řád republiky – Tunisko, 31. května 2014